# Überflüssiger Mensch
Der überflüssige Mensch (russisch лишний человек, lischni tschelowek) ist ein wiederkehrender Topos und Archetyp der russischen Literatur des 19. Jahrhunderts.
Ausgehend von der großen Byronrezeption (Byronismus) entstanden die ersten Verkörperungen des überflüssigen Menschen in den Werken Lermontows (insbesondere Petschorin aus Ein Held unserer Zeit, 1837/40) und Puschkins, dessen Versroman Eugen Onegin (1833) gemeinhin als erstes Werk gilt, in dem dieser Archetyp vorkommt (in Person des Titelhelden). Der Begriff selbst ist Turgenews Novelle Tagebuch eines überflüssigen Menschen (1850) entlehnt. In späteren Adaptionen lassen sich Elemente des „ästhetischen Lebenswandels“ Kierkegaards sowie Gedanken Schopenhauers und Nietzsches neben dem Lebenswerk Byrons als Inspirationsquellen ausmachen.
Ilija Trojanow hat den Topos aufgegriffen in seinem Essay „Der überflüssige Mensch“, in dem er in fünfzehn Kapiteln zur Würde des Menschen schreibt.

## Charakteristik
Der überflüssige Mensch ist ein oftmals aristokratischer, intellektueller, eloquenter Dandy, der – obwohl er durchaus idealistisch denkt – an der Moral der Gesellschaft zerbricht. Er ist ein Nutznießer der Gesellschaft, der für die Verbesserung des Allgemeinwohls nichts tun kann oder will – sei es nur eingebildet oder real. Er ist sich der allgemeinen Dummheit und Ungerechtigkeit um ihn herum vollkommen bewusst, bleibt aber nur ein untätiger Zuschauer. Diese gefühlte Hilflosigkeit führt zu fatalistischer Ironie und Pessimismus sowie einem tiefen Gefühl von Ennui (Langeweile), das für den überflüssigen Menschen unüberwindbar scheint.

## Weitere Beispiele
Iwan Gontscharow:
- Oblomow (1859)

Fjodor Dostojewski:
- Aufzeichnungen aus dem Kellerloch (1864)
- Raskolnikow aus Schuld und Sühne (1866)
- Stawrogin aus Die Dämonen (1873)
- Die Brüder Karamasow (1880)

Lew Tolstoi:
- Pierre Besuchow aus Krieg und Frieden (1868/69)

Iwan Turgenew:
- Jewgeni Basarow aus Väter und Söhne (1861)